# یواس‌اس اس‌سی-۴۹۹
یواس‌اس اس‌سی-۴۹۹ (به انگلیسی: USS SC-499) یک زیردریایی بود که طول آن ۱۱۰ فوت ۱۰ اینچ (۳۴ متر) بود. این زیردریایی در سال ۱۹۴۱ ساخته شد.